# Nastia
Le nastie sono dei fenomeni ascrivibili a movimenti nelle piante. Una volta percepita la variazione ambientale la pianta realizza movimenti da stimolo che, a seconda del meccanismo con cui si svolgono, sono definiti tropismi o nastie. 

## Caratteristiche
Le nastie sono movimenti di crescita prevalentemente determinati da variazioni del turgore cellulare, variazioni che inducono modificazioni temporanee delle dimensioni delle cellule. Sono movimenti reversibili relativamente rapidi. Le cellule implicate si dicono cellule motrici e sono spesso riunite in organi detti pulvini. Le cellule motrici, sotto controllo ormonale, variano il turgore determinando il movimento. 
Una nastia non è orientata verso il punto di stimolazione (al contrario di un tropismo) ma è determinata dalla struttura dell'organo vegetale. Per quanto riguarda i fattori ambientali che possono indurre nastie abbiamo: la variazione della quantità di luce (e nello specifico il movimento è detto nictinastia),  il contatto  (e nello specifico il movimento è detto tigmonastia) e le variazioni di temperatura (termonastie).
Un esempio di nictinastia è per esempio dato dalla chiusura dei fiori durante la notte: la variazione di luce induce una depolarizzazione delle membrane cellulari, in particolare per quanto riguarda la permeabilità del calcio Ca2+, che causa delle differenze nella pressione osmotica. Queste variazioni differenziali nel turgore cellulare tra la faccia superiore e inferiore di un organo (foglia, petalo), sono la causa delle modifiche nel ripiegamento di questi organi. Il processo evolutivo che sta alla base di questo fenomeno può essere un compromesso tra l'impollinazione necessaria durante il giorno (necessità che il fiore sia aperto) e il rischio di danneggiamento degli organi riproduttivi di notte (fiore chiuso) causata da fattori esogeni (ad esempio pioggia, predatori). La nictinastia ha un impatto positivo sulla crescita delle piante e probabilmente svolge un ruolo nella difesa delle piante dagli erbivori attivi di notte.

Tigmonastia in Mimosa pudica

Un esempio di tigmonastia è la chiusura delle foglie di alcune piante, come ad esempio Mimosa pudica o le specie di piante carnivore del genere Dionea.  I movimenti tigmonastici derivano dall'improvviso cambiamento nella pressione del turgore delle cellule coinvolte nel movimento. Nel caso della Mimosa pudica, queste cellule si trovano nel pulvino alla base delle foglie della pianta. Il cambiamento nel turgore è dovuto a una perdita d'acqua a seguito di una espulsione di ioni di potassio dalle cellule dell'apoplasto.